# 考拉越狱事件
考拉越狱事件（Cowra breakout） 发生在1944年8月5日，至少1104名日本战俘试图逃离澳大利亚新南威尔士考拉附近的战俘集中营。这是二战以来最大及最血腥的一次的监狱逃脱事件。在随后的搜捕中，有4名澳大利亚士兵和231名日军士兵死亡，其余逃犯被捕入狱。

## 战俘营

### 考拉戰俘營
截至1944年8月，澳大利亚國內共有約18,500名的軸心國戰俘，其中最多的為義大利的14,720人(大部分在北非战役中被俘)，納粹德國的戰俘主要來自海軍與商船海員，共1585名；2223名日本战俘中，有544名是商船海员，由於新幾內亞戰場的特殊環境與日軍鄙視受俘的特有文化，日軍早期僅有少量迫降、跳傘後被俘的飛行員戰俘，但在1943年起日軍逐漸失利後，來自俾斯麥海海戰與科科達小徑戰役的日軍戰俘(主要來自陸軍)也逐漸增加。
考拉是悉尼以西314公里的一个农业区，是澳大利亞二战中被编为12号战俘营营地，最多曾关押4000多名轴心国军事人员和平民，也關押有被荷属东印度群岛政府拘捕的印尼人。營地分為分設四個角落的A,B,C,D四營區，其中包括A,C兩個營區關押義大利戰俘、日軍則以下士官與軍屬，軍官與曾在日軍服役的韩国人、台湾人的分類方式分別收容在呈對角線相望的B,D營區。考拉戰俘營最早收容的日軍戰俘是1943年1月移入的「澳洲俘虜第壹號」豐島一飛行兵曹(1942年2月迫降被俘，之前關押在其他戰俘營)與其他6名飛行員，之後規模逐步擴大，到事發前的1944年夏季，已收容了1,104名日軍戰俘。
由于1943年2月的在新西兰费瑟斯顿战俘集中营的日本战俘发生暴乱，考拉战俘营加强了安全措施。营地当局为第22守备营装备了几架维克斯机枪和刘易斯机枪，守备营主要由伤残退伍军人和因身体条件不能入伍的青年组成。

### 日本戰俘的狀況
澳大利亞方面對战俘的待遇依照1929年的《日内瓦公约》，給與了相當人道的照料，不但在飲食上特別配給了日本人嗜食的魚類(當時的澳洲人不太食用魚類)，也准許日本人自行種植番茄與葡萄、砍伐木柴來補充生活所需，對傷病者亦有提供充足的醫療，平日更准許日籍戰俘從事棒球、相撲、打麻將等休閒活動，也可以說，就物質與管理面而言並不存在苛待戰俘的情況。
然而日本戰俘團體本身卻充滿問題，當時的日本人受到戰陣訓與政府教育的影響，視被俘為極端不名譽之事，為了避免戰俘身分曝光傳回國內導致家屬被貼上「非國民」、「村八分(遭村落斷絕關係，相當於社會抹殺)」的標籤，高達七、八成的被俘者對澳洲管理者與人道團體使用假名，亦不敢與家人進行通信，因而形成與外界中斷聯繫的孤絕狀態。此外，隨著教育程度較低、對日内瓦公约缺乏認識的陸軍下士官戰俘的增加，戰俘裡激進派的發言力也逐漸壓過了穩健派，在澳軍准許設立的戰俘營自治組織中，原本是由教育程度較高、具一定英語會話能力的海軍飛行員戰俘擔任主要幹部，但隨著陸軍派戰俘利用人數優勢在幹部選舉中奪權，戰俘團體與管理方的交涉也變的帶有敵意且滯礙。結果，在激進派的言論逐漸形成一言堂、封閉環境以及自認戰俘身分不名譽的精神壓力下，日本戰俘營漸漸形成醞釀集體歇斯底里的氣氛。

## 越狱

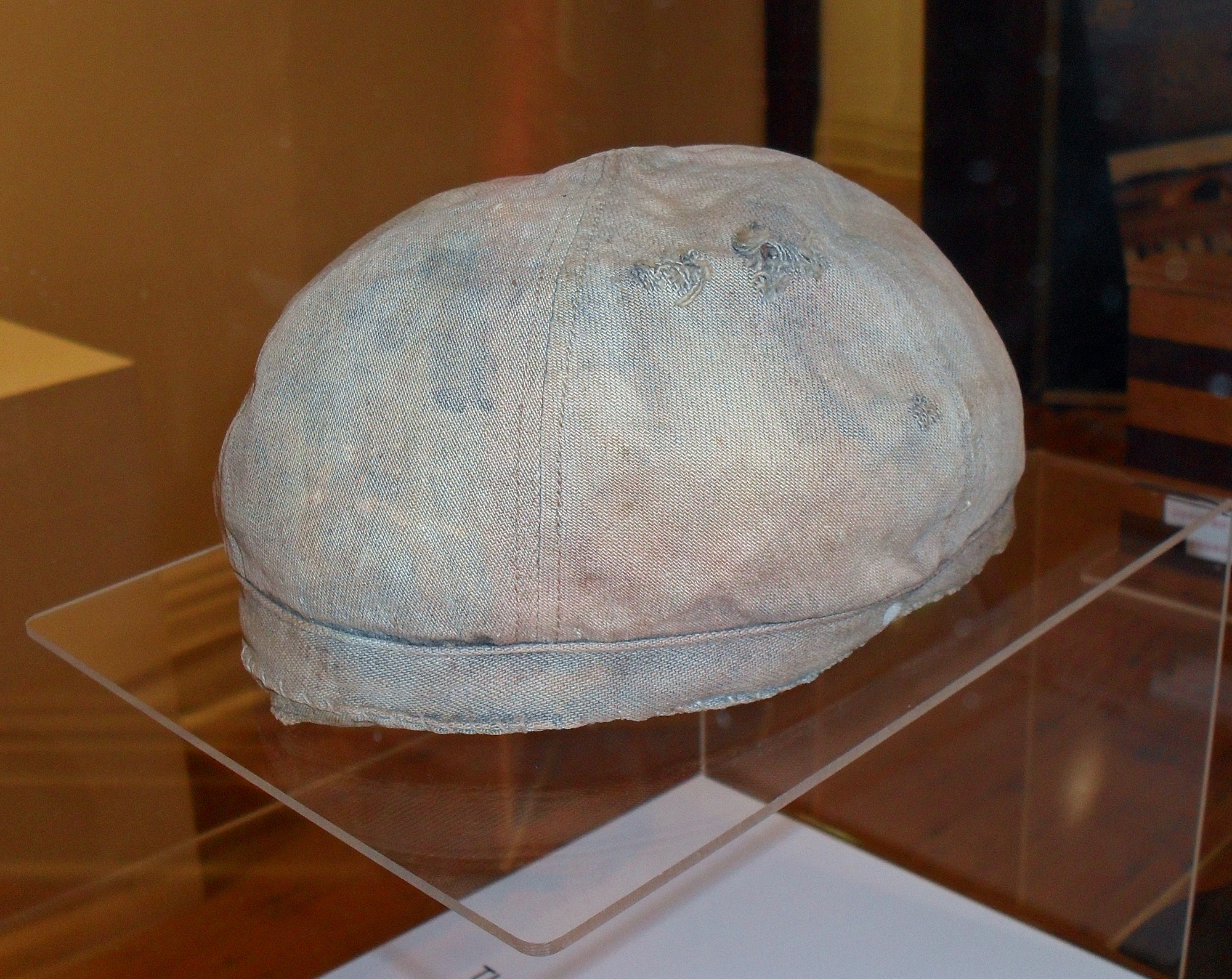
日本战俘的帽子，最初是栗色，是唯一已知的考拉战俘营服装遗物。

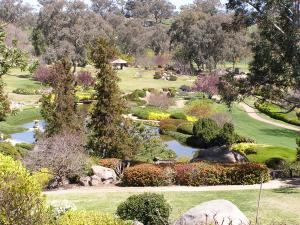
2004年日本花园。

### 戰俘轉移與脫逃計畫
1944年6月3日，戰俘營營方接獲韓籍日本兵戰俘松本タケオ(漢字可寫作武雄或剛夫)的密報，稱俘虜正企圖逃跑(但從生還戰俘的證言分析，本密報空穴來風的可能性較高)。對此十分重視的澳軍悉尼區司令部隨在6月19日部屬了2挺維克斯輕機槍，並計劃將營中約700名的基層士兵戰俘與軍、士官隔離，移轉到考拉以西400公里外新南威爾士州的第8號戰俘營，8月3號，澳洲B營區司令官拉姆齊少校遵照日內瓦公約第26條規定，於預定轉移的前一天向日軍戰俘團體的主要領導金澤亮(團長)、小島政雄(副團長)、豐島一(前任團長，現擔任翻譯)告知轉移之事並出示轉移人員名單。會晤中豐島對大規模的轉移顯得憂慮，雪上加霜的是，隔離轉移的消息約在同時被看守的衛兵提前洩漏而在日軍戰俘中提前流傳開來。在日軍的文化傳統中，基層士兵與下級士官間的關係相當密切且往往以後者馬首是瞻，澳洲決定將兩者分隔的作法，在戰俘中引發了恐慌與不滿的情緒。
下午5點，日軍戰俘團體的10名主要幹部與40名基層班長召開會議，對該接受轉移或進行反抗展開討論，會議的氣氛凝重，多數人保持沉默並觀望著，海軍飛行員出身的高原希國首先表示『既然九死一生的活下來了，我想珍惜自己的生命。我想回日本，與親人團聚』，高原傾向妥協的發言得到了部分人的贊同，但馬上遭到強硬派的班長下山一夫曹長『你這還算的上是軍人嗎？看老子把你這個非國民宰了！』的痛罵與恐嚇，在下山與另一名班長星野新六飛行兵的搧動下，妥協的意見遭到嚴重的批判，但下山進一步提出的主動攻擊的意見卻未得到太大的反響。下山與星野兩人在戰俘營幹部中的地位不高，而下山更在戰俘間有逢迎鑽營的壞名聲，因此事件生還者在事後的分析中，也提出了「兩人是奉了強硬派的領導的授意而行動」的看法，而主要幹部之一的豐島，也在散會後向高原抱怨說「下山這傢伙，只會虛張聲勢，根本沒膽子逃走」。
但由於會中未作出結論，會議最後作出了由戰俘全員多數決投票作出決定的結論，戰俘們利用廁所的衛生紙製成選票秘密傳遞，藉由在票上畫下○或X來表示是否贊成反抗。但這樣的決定卻出現嚴重的誤判─強硬派長期以來的激進言行，使戰俘在投票時受到嚴重的同儕壓力影響，許多無意反抗的人都違背本意的投下了贊成票(戰後，作家中野不二男曾向100名生還戰俘寄信求證投票當時的意向，結果在收到的36封回信中，僅有6人是在贊成的立場下投下贊成票，相反的，內心反對卻因集團心理投下贊成票的卻多達14人)，結果，由於贊成反抗取得了多數票，戰俘們倉促的展開逃亡的準備。
在接下來的幾個小時裡，粗糙的作戰計畫經由班長級幹部傳達給基層戰俘，依據這份作者不詳的作戰計畫，戰俘們首先要奪取看守的機槍，然後以機槍掩護突破鐵網柵欄並壓制看守營地，最後在營地外的山丘集合。戰俘們將沒吃完的晚飯製成口糧，並對行動不便、無法一同行動者進行處置(自殺或代為處死)。但戰俘們對逃出戰俘營後的後續計畫卻顯得十分茫然；事實上，在事件中生還的金澤亮就在事後的偵訊中表示「日本人以成為囚擄為恥，一直尋求能一死的機會，這次的分隔問題令我們覺得死期已到，於是1,104人一同展開求死的行動」，認為行動的本質是一場藉他人之力實行的集體自殺。

### 脫逃行動
1944年8月5日上午2點，B營區約900名的日軍戰俘以豐島一的小喇叭為信號一起展開行動。關於暴亂開始當下的細節有著不同的說法：依照日本歷史學家秦郁彥的著作，在行動開始的五分鐘前，戰俘營中忽然衝出一名身分不明的戰俘，似乎想說什麼似地急忙跑向柵欄；守衛向逼近邊界的戰俘對空鳴了兩槍示警，正埋伏的豐島見狀後，高喊『殺死叛徒！』並吹響喇叭展開行動，而澳大利亞歷史學家Gavin Long則主張豐島一面吹著喇叭一面跑向柵欄，並在警衛鳴槍示警後高呼『萬歲(バンザイ)』，而後戰俘才一湧而出。
戰俘組成了北西角200名、北部200名、東部300名的三個集團，各自往看守所的邊界發起突擊，他們手持棒球棒與金屬器具做為武器，並拿宿舍內的毛毯覆蓋鐵絲網以翻越柵欄，很多人還攜帶了逃跑失敗時自殺用的刮鬍剃刀。由於戰俘們在B營區內四處放火，營內的狀況變的十分混亂，一些行動不便與不願參加逃跑的人選擇了自我了斷，戰俘間也有趁機殺害仇家與不同派系者的情況。
由於當天是滿月夜，戰俘的人影被照的一清二楚，澳大利亞守衛很快就反應過來並對脫逃戰俘開火展開壓制，就寢的守衛也迅速的進入戰鬥位置，但戰俘仍憑著人數壓制了守衛的2號機槍座且打死了操作機槍的士兵班杰明·哈迪和拉爾夫·瓊斯。但瓊斯在死前及時的取出機槍螺栓，使得被奪取的機槍無法使用。
一夜的混亂之後，暴動戰俘約有200人死亡，573名戰俘暫時逃出了戰俘營，澳大利亞軍則有4人被殺；戰俘團體的主要幹部中，團長金澤因腿傷並未參加行動，副團長小島拒絕參加暴動自殺，實際參加行動的豐島則被澳軍擊斃(但豐島在過程中的行為充滿矛盾，生還戰俘中也有認為他是穩健派而為之辯護的主張)。收容在D營區的日軍將校級戰俘並未參加暴動，但也因受流彈波及有1死1傷。

### 拘捕脫逃者
雖然逃跑的戰俘中有若干班長級的幹部，但對逃出後的行動卻毫無規劃可言。約70名左右的戰俘依照計畫逃到了山丘上，卻因不知該往哪去而在黎明時主動歸順；最後只有33名的戰俘逃到了戰俘營範圍以外的地區。
澳洲方面動員了陸軍訓練所的受訓新兵進行搜補，由於訓練所司令米歇爾上校擔心新兵夜間發生誤擊，下令搜索隊必須在傍晚返回駐地，對搜捕行動造成了一定的影響。然而，澳洲的自然環境、擁有槍支的民眾自發警備與自身缺乏計畫仍壓縮了逃跑戰俘的活動空間，事發後的8到10日，所有的越狱者被再次捉回。期間，約有20名的逃亡者自殺或遭追捕者射殺，澳洲方面則有一名士官被俘虜打死。
由於戰俘曾事先約定不得袭击平民，本事件並未傳出澳大利亞平民的傷亡。雖然有戰俘遭到民眾逮捕甚至槍殺，但也曾發生過被親切的婦人將經過的戰俘邀至屋內喝茶的小插曲。

### 後續
在这次越狱事件中，四个澳大利亚士兵和231名日军士兵阵亡，108名囚犯受伤。在事發後的數個月，被抓回的戰俘仍陸續有人自殺，在脫逃事件的發議中扮演關鍵地位的下山一夫雖在騷動中生還，卻也因「在投票時作票偽稱自己的班全員投了贊成票」、「在逃走前逼迫行動不便的組員自殺」等劣跡曝光遭到指責，在8月9日畏罪自殺。
政府进行了一项官方调查事件。其结论由总理柯廷在1944年9月8日澳大利亚众议院上宣读。调查结果是：
- 在营地的条件符合日内瓦公约；
- 事件发生之前，没有接到日本人的关于治疗或代表的投诉，这似乎是有预谋的和协调一致的计划的结果；
- 澳大利亚驻军的行动抵制了攻击，避免了更大的损失，开火在恢复控制后就停止了；
- 许多死者自杀或被其他囚犯所杀，许多受伤的日本人由于自己混乱造成了创伤。[來源請求]

士兵哈迪和琼斯被追授乔治十字勋章。
澳大利亚继续运行12号营地到1947年日本和意大利的囚犯被遣返。
后来在考拉建造了一座日本战争公墓。此外，贝尔维尤山上也建造了一个日本花园，来纪念此事件。花园是由中岛健设计，有日本江户时期的风格。

## 电影和文学
- 《Dead Men Rising》, (1975年), Angus & Robertson, ISBN 0-207-12654-2): 希福斯·麦肯齐的小说。[5]
- 《Die like the Carp: The Story of the Greatest Prison Escape Ever》, (1978年), Corgi Books, ISBN 0-7269-3243-4) ，作者哈利·戈登（Harry Gordon）。[6]
- 《考拉越狱》（The Cowra Breakout） (1984年): 一个广受好评的4½小时的电视迷你剧，作者玛格丽特·凯利和克里斯·努南，并由努南和菲利普·诺伊斯（Phillip Noyce）导演。[7][8]
- 《On That Day, Our Lives Are Lighter Than The Toilet Paper: The Great Cowra Breakout》 (英译本) あの日、僕らの命はトイレットペーパーよりも軽かった -カウラ捕虜収容所からの大脱走 (2008年): 一部2小时的TV-电影，由日本电视台作为一个55周年特别祭而制作。[9]

## 其他
- 竹永事件